# روجير غويريرو
روجير غويريرو (Roger Guerreiro) ، من مواليد 25 مايو 1982 في ساو باولو في البرازيل لاعب كرة قدم بولندي.
يلعب مع نادي ليغا وارسو منذ عام 2006.
بدأ باللعب مع منتخب بولندا لكرة القدم في عام 2008.

## روابط خارجية
- روجير غويريرو على موقع الاتحاد الدولي (مؤرشف)  (الإنجليزية)
- روجير غويريرو على موقع قاعدة بيانات كرة القدم.إي يو (الإنجليزية)
- روجير غويريرو على موقع ناشيونال فوتبول تيمز (الإنجليزية)
- روجير غويريرو على موقع Soccerway.com (الإنجليزية)
- روجير غويريرو على موقع عالم كرة القدم.نت (الإنجليزية)